# Palazzo della Macina
Il palazzo della Macina è un edificio storico situato in via Avanzi a Luzzara, provincia di Reggio Emilia.

## Storia
Il vecchio palazzo dei Gonzaga, signori di Luzzara, venne eretto verso il 1481 su disegno di Luca Fancelli. In origine, con i suoi edifici ausiliari, occupava tutta l'area a sud del castello di Luzzara, tra la chiesa parrocchiale e l'attuale sede del municipio, ma dalla guerra, che culminò con la battaglia del 15 agosto 1702, non si salvò che la parte ancora oggi visibile.  
L'edificio dopo l'abbandono dei Gonzaga, venne utilizzato per secoli come palazzo pubblico, poi venne abbandonato, rimanendo sempre di proprietà demaniale e passando di governo in governo fino all'Unità d'Italia.   
Il nome palazzo della Macina deriva dal fatto che nel Settecento in detto palazzo, veniva riscossa la tassa sul macinato dei cereali.   
Nel 1952 venne acquistato dalla curia luzzarese divenendo di proprietà parrocchiale. Venne ristrutturato ed utilizzato per pochi anni, nella metà degli anni sessanta, come sede delle scuole medie comunali. Attualmente è utilizzato come oratorio parrocchiale e per vari utilizzi della parrocchia.

## Descrizione
All'interno del palazzo si distingue ancora la loggia che si affacciava sul cortile, costituita da un portico con tre arcate aperte e semicircolari che poggiano sopra a colonne ora murate. Due di tali colonne, le intermedie, sono di marmo ed i loro capitelli sono riccamente ornati di fogliame, mentre le altre due colonne sono in muratura ed hanno soltanto i capitelli di marmo con motivi a foglie molto più semplici. Sul fronte del palazzo, sopra la porta principale, spicca lo stemma dei Gonzaga, in ceramica policroma eseguita da Luca della Robbia. È di forma circolare attorniato da festoni di rami di pino, simbolo della fecondità. Sono visibili alcune tracce di affreschi nei piani superiori, costituiti da fascioni in colori nero-cinereo, un tempo coronavano i soffitti lignei, andati perduti. 